# Les Corps conducteurs
Les Corps conducteurs est un roman de Claude Simon publié le 1er mars 1971 aux éditions de Minuit.

## Composition
Le texte résulte d'un travail de reprise et de réarrangement du texte Orion aveugle (1970). Il se compose d'un unique paragraphe de 220 pages, de phrases généralement longues, mais sans complexité syntaxique, à l'indicatif présent en général, la plupart du temps à la troisième personne du singulier. Un narrateur anonyme, sans doute omniscient, non intrusif, rapporte les impressions d'un personnage anonyme, masculin, plutôt unique (puisque des événements relativement incompatibles sont évoqués) : perceptions et sensations (visuelles, sonores, mais également somesthésiques, et accessoirement olfactives, gustatives), émotions, affects ou affections (douleur, plaisir, désir...)... Ces séquences, de longueur inégale, de une à dix phrases, se succèdent de manière imprévisible, aléatoire, peut-être selon une matrice stochastique, peut-être par simple bricolage d'écriture.
À d'autres moments répétés, la scène est présentée comme vécue par un homme, fatigué, passé par le cabinet d'un médecin, puis assis sur une borne d'incendie à observer tantôt deux hommes noirs en combinaison blanche vidant un camion de ses cartons, tantôt une jeune femme tirant un enfant lui-même traînant un lapin joueur de tambour dont le chariot est trop souvent renversé au bord du trottoir, tantôt sur la banquette arrière d'une longue automobile, agenouillée au rebours du sens de la marche une femme vêtue et chapeautée de rose (p. 26).
Liberté est laissée ou imposée au lecteur de composer une cohérence face à l'absence d'intrigue, au collage, montage ou télescopage des éléments descriptifs de l'énoncé général, comme un feuilletage d'images fixes ou un défilé de planches contact.
Une accroche extra-diégétique (élément supposé réel renvoyant à une événement extérieur à l'action, c'est-à-dire, présent- dans le monde réel) est un congrès latino-américain sur l'engagement nécessaire de la littérature, le tout dans un excellent castillan ou dans un castillan rocailleux, où une des motions estime que la forme romanesque implique une conception de l'homme (p. 43).
Le lecteur peut penser, au début, à un montage photographique, à des vitrines d'articles de journaux, d'estampes, d'affiches, de tableaux, de planches (anatomiques, zoologiques, botaniques), devant quoi défilerait un promeneur, dans un musée. 
Une sorte de kaléidoscope amélioré.
Mais les images sont mobiles, sonorisées, multiples, concurrentes, divergentes, relativement peu compatibles.
Et le lecteur est amené à penser, aussi et plutôt, à une installation artistique, au sens d'installation vidéo, où plusieurs projecteurs projetteraient simultanément, sur plusieurs écrans, par exemple sur 360 degrés, en boucle, divers films, brefs ou longs, dont images et sons se mêleraient, au gré ou non des déplacements du spectateur cerné dans un espace entre écrans. 
Un peu à la manière du film documentaire expérimental, non narratif, Koyaanisqatsi (1982) de Godfrey Reggio, ou de certains essais cinématographiques de Chris Marker,[réf. nécessaire] où un spectateur voit (assis/couché) défiler sur un écran unique un montage, sauf à pouvoir interagir, comme dans Immemory,,,.

## Éditions
- Les Corps conducteurs, Les Éditions de Minuit, 1971  (ISBN 2707303550).

## Réception
Le roman a fait l’objet de peu de recensions,,.
Le texte précédent, Orion aveugle, avait suscité davantage de réactions relatives à la création littéraire, en tant que production : Dès lors l’image même de la littérature se trouve remodelée. Claude Simon semble alors faire écho à Alain Robbe-Grillet qui reproche à la littérature antérieure d’avoir interposé entre le regard et le monde, pour quadriller ce dernier et donner l’illusion de sa maîtrise, « une grille, munie de verres diversement colorés, qui décompose notre champ de perception en petits carreaux assimilables (Alain Robbe-Grillet, "Pour un nouveau roman"). Les Corps conducteurs serait alors une adaptation actualisée et plus recevable en tant que fiction.